# Gupse Özay

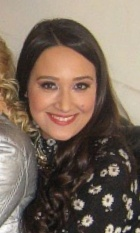
Gupse Özay

Gupse Özay (* 30. Juli 1984 in Izmir) ist eine türkische Schauspielerin, Regisseurin und Drehbuchautorin tscherkessischer Abstammung.

## Leben und Karriere
Özay wurde am 30. Juli 1984 in İzmir geboren. Sie studierte an der Ege Üniversitesi. Ihr Debüt gab sie 2012 in der Fernsehserie Yalan Dünya. Danach hat sie 2014 für den Film Deliha das Drehbuch geschrieben und dort als Schauspielerin mitgewirkt. Unter anderem hatte Özay 2015 einen Auftritt in dem Kurzfilm Eed Wahda. In dem Film Deliha 2 hat sie 2018 als Drehbuchautorin, Regisseurin und als Schauspielerin fungiert. 2020 schrieb sie das Drehbuch für Eltilerin Savaşı. Im selben Jahr heiratete Özay den türkischen Schauspieler und Model Barış Arduç.

## Filmografie
Schauspieler
- 2012–2014: Yalan Dünya
- 2014: Deliha
- 2015: Eed Wahda
- 2016: Küçük Esnaf
- 2016: Görümce
- 2017: Tatlım Tatlım
- 2017: Acı Tatlı Ekşi
- 2018: Deliha 2
- 2020: Eltilerin Savaşı

Regisseurin
- 2018: Deliha 2

Drehbuch
- 2014: Deliha
- 2016: Görümce
- 2018: Deliha 2
- 2020: Eltilerin Savaşı

## Werbespots
- 2008: Turkcell
- 2012–2016: Dacia
- 2018: Buka Mobilya
- 2020–2021: Peyman
- 2021–2022: Garanti BBVA Bonus
- 2022: Youplus
- 2025: Amazon